# Буборн
Буборн (нем. Buborn) — община в Германии, в земле Рейнланд-Пфальц. 
Входит в состав района Кузель. Подчиняется управлению Лаутереккен.  Население составляет 149 человек (на 31 декабря 2010 года). Занимает площадь 2,87 км².